# サム・フレンドリー
『サム・フレンドリー』（Some Friendly）は、イギリスのロックバンド、ザ・シャーラタンズのデビューアルバム。1990年10月8日にリリース。アルバムは全英初登場1位を獲得。2010年5月17日に発売20周年を記念して2枚組エクスパンデッドエディションをリリース。ディスク2にアルバム未収録シングルやB面曲、未発表ヴァージョン、セッションヴァージョンなどを収録。

## 収録曲
1. ユーアー・ノット・ヴェリー・ウェル "You're Not Very Well" - 3:31
2. ホワイト・シャツ "White Shirt" - 3:25
3. ジ・オンリー・ワン・アイ・ノウ "The Only One I Know" - 4:00 （オリジナル盤のCDにのみ収録）
4. オポチュニティー "Opportunity" - 6:41
5. ゼン "Then" - 4:11
6. 109 パート2 "109 Pt.2" - 3:18
7. ポーラー・ベアー "Polar Bear" - 4:56
8. ビリーヴ・ユー・ミー "Believe You Me" - 3:41
9. フラワー "Flower" - 5:27
10. ソニック "Sonic" - 3:32
11. スプロストン・グリーン "Sproston Green" - 5:08
12. タウラス・モアナー "Taurus Moaner" - 2:30 （1994年に徳間ジャパンコミュニケーションズから再発された日本盤のみのボーナス・トラック）

### 20周年盤ディスク2
1. "The Only One I Know"
2. "Imperial 109"
3. "Everything Changed"
4. "Then (BBC Peel Session)"
5. "Always in Mind (BBC Peel Session)"
6. "You Can Talk to Me (BBC Peel Session)"
7. "Polar Bear (BBC Peel Session)"
8. "Some Friendly (You're Not Very Well) (BBC Mark Goodier Session)"
9. "Indian Rope (BBC Mark Goodier Session)"
10. "The Only One I Know (BBC Mark Goodier Session)"
11. "White Shirt (BBC Mark Goodier Session)"
12. "Then (Alternate Take)"
13. "Taurus Moaner"
14. "Polar Bear (12" Mix)"
15. "Over Rising"
16. "Way Up There"
17. "Happen to Die (Long Version)"
18. "Opportunity Three"

### 20周年盤ダウンロードのみのリリース
- The Only One I Know (12" Mix)
- Then (7" Mix)
- Taurus Moaner (Instrumental)
- Sproston Green (Instrumental)

## 参加ミュージシャン
- ティム・バージェス - ボーカル
- ジョン・ベイカー - ギター
- マーティン・ブラント - ベースギター
- ジョン・ブルックス - ドラムス
- ロブ・コリンズ - ハモンドオルガン、ピアノ、メロトロン、バックボーカル